# إيست بروكفيلد (ماساتشوستس)
إيست بروكفيلد (بالإنجليزية: East Brookfield, Massachusetts) هي بلدة أمريكية تقع في الولايات المتحدة في مقاطعة ووستر (ماساتشوستس). يقدر عدد سكانها بـ 2,183 نسمة ومساحتها 26.9 كم2 وترتفع عن سطح البحر 189 متر.

## أعلام
- كوني ماك